# Cemuhî jezik
Cemuhî jezi (ISO 639-3: cam; camuhi, camuki, tyamuhi, wagap), malajsko-polinezijski jezik s Nove Kaledonije u općini Touho na obali od Congouma do Wagapa.
Podklasificiran je centralnoj podskupini sjevernih novokaledonskih jezika. Drugi jezik podskupine je Paicî [pri]. Ima 2 050 govornika (1996 popis).

## Vanjske poveznice
- Ethnologue (14th)
- Ethnologue (15th)